# گوک‌پینار (تاش‌اوا)
گوک‌پینار (به لاتین: Gökpınar) یک منطقهٔ مسکونی در ترکیه است که در تاشوا واقع شده‌است.